# Eye of GNOME
Eye of GNOME (eog) — официальная программа каталогизации и просмотра изображений рабочей среды GNOME. В отличие от других программ просмотра, Eye of GNOME предоставляет только базовые возможности работы с изображениями такие как: масштабирование изображения, полноэкранный режим просмотра и интерполирование при увеличении изображения.
Eye of GNOME также отображает EXIF-метаданные об изображении.
В 2023 году разработчики GNOME осуществили релиз Loupe, который стал заменой Eye of GNOME.

## Поддерживаемые форматы данных
- ANI
- BMP
- GIF
- ICO
- JPEG
- PCX
- PNG
- PNM
- RAS
- SVG
- TGA
- TIFF
- WBMP
- XBM
- XPM